# Hydrophorus philombrius
Hydrophorus philombrius är en tvåvingeart som beskrevs av Wheeler 1890. Hydrophorus philombrius ingår i släktet Hydrophorus och familjen styltflugor. Inga underarter finns listade i Catalogue of Life.